# Каподимонте (коммуна)
Каподимонте (итал. Capodimonte) — коммуна в Италии, располагается в регионе Лацио, подчиняется административному центру Витербо.
Население составляет 1686 человек (на 2001 г.), плотность населения составляет 27,53 чел./км². Занимает площадь 61,25 км². Почтовый индекс — 01010. Телефонный код — 0761.
Покровителем коммуны почитается святой Себастьян. Праздник ежегодно празднуется 20 января.